# Operacja Grog
Operacja Grog – brytyjska operacja wojskowa polegająca na ostrzelaniu z morza i zbombardowaniu z powietrza Genui i Livorno oraz zaminowaniu La Spezii 9 lutego 1941 roku przez flotę składającą się z lotniskowca HMS „Ark Royal”, pancernika HMS „Malaya” i krążownika liniowego HMS „Renown” oraz lekkiego HMS „Sheffield”, osłanianą przez dziesięć niszczycieli, w tym HMS „Fearless”, HMS „Foxhound”, HMS „Foresight”, HMS „Fury”, HMS „Firedrake” i HMS „Jersey”. Decyzję o śmiałym ataku na port na północy Włoch podjęto po pojawieniu się na Sycylii niemieckiego X Fliegekorps; miał on pokazać, że przybycie niemieckiego lotnictwa nie zmieniło układu sił, a Royal Navy nadal panuje w basenie Morza Śródziemnego.

## Przebieg wydarzeń
Początkowo operacja miała się rozpocząć 31 stycznia 1941 roku, lecz okręty opuściły Gibraltar dopiero 6 lutego. Cztery niszczyciele przeprowadziły atak przy użyciu bomb głębinowych przeciwko włoskim okrętom podwodnym, podczas gdy cięższe okręty brytyjskiej floty zmieniły kurs, aby oszukać włoskich i niemieckich obserwatorów w samolotach zwiadowczych i przekonać ich, że konwój kieruje się na Sardynię.
Port w Genui został ostrzelany 9 lutego. Według źródeł brytyjskich flota zatopiła cztery statki towarowe i spowodowała uszkodzenie kolejnych 18. Większość włoskich źródeł zgłosiła jednak jedynie poważne uszkodzenia statków handlowych „Salpi” i „Garibaldi” oraz zatonięcie starego cywilnego statku szkoleniowego „Garaventa”. Włoski historyk Ermingo Bagnasco informuje również o utracie czternastu lichtug i jachtu motorowego „Antonietta Madre”. Jednakże według oficjalnych akt włoskiej Marina Militare, „Antonietta Madre” został zatopiony podczas bombardowania Genui przez aliantów 23 października 1942 roku.
Salwa z HMS „Malaya” spadła 45–180 metrów przed pancernikiem „Caio Duilio”, przechodzącym naprawę w suchym doku na północ od przystani Molo Giano; nie zgłoszono żadnych uszkodzeń na włoskim pancerniku. Błąd celowania popełniony przez oficera artylerii na pokładzie HMS „Malaya” ok. 13 mil morskich od brzegu spowodował, że pocisk przeciwpancerny uderzył w katedrę w Genui; pocisk nie wybuchł, a jego skorupa pozostaje do dziś w kościele na wystawie. Samoloty z „Ark Royala” zaatakowały także Livorno i zaminowały wejście do portu w La Spezii.
Próba włoskiej floty, aby przechwycić siły brytyjskie, nie powiodła się i wszystkie okręty wróciły do Gibraltaru 11 lutego. W wyniku ostrzału w Genui zginęło 144 cywilów, a 272 zostało rannych.